# Leave My Kitten Alone
«Leave My Kitten Alone» es un hit R & B de 1959, escrita por Little Willie John, James McDougal y Titus Turner, fue grabada por primera vez por Little Willie John, y versionada en 1960 por Johnny Preston. La canción es también la canción 22 en el segundo disco del álbum Anthology 1 de The Beatles.

## Little Willie John y Johnny Preston
La versión original de la canción, por Little Willie John, fue lanzada por King Records, alcanzó el # 13 en el Billboard en la lista pop de su primer lanzamiento en 1959. La versión de Johnny Preston alcanzó el # 73 en la lista pop a principios de 1961, momento en que la versión de Little Willie John fue reeditado una y otra vez subió a la posición # 60. Ninguna de las versiones llegó a las listas del Reino Unido.

## The Beatles
El 14 de agosto de 1964, durante las sesiones de grabación de Beatles For Sale, The Beatles grabaron cinco tomas de "Leave My Kitten Alone", agregando voces a la última toma. La canción nunca fue mezclada y no se incluyó en Beatles for Sale. La toma 5 se marcó como la mejor toma (sólo existe las tomas 4 y 5, siendo la 4 una salida en falso).
La canción fue remezclada en 1982 por el fallecido John Barrett en la preparación de The Beatles en Abbey Road, una presentación de video que se muestra como parte de una gira por el público de los estudios Abbey Road el año siguiente. La canción fue remezclada de nuevo en 1984 por Geoff Emerick como preparación para las sesiones inéditas del proyecto. En 1994 George Martin remezclo la canción de nuevo, esta vez para el proyecto Anthology.

### Personal
- John Lennon - voz, guitarra rítmica.
- Paul McCartney - bajo, piano.
- George Harrison - guitarra
- Ringo Starr - batería, pandereta.

## The Detroit Cobras
Una versión de esta canción fue incluida en la edición de abril de 2007 del álbum "Tied And True" por el grupo de The Detroit Cobras.

## Elvis Costello
Mientras terminaba su álbum King of America, el cantautor Elvis Costello había grabado demos para esta y varias otras canciones, como "Blue Chair" y "American Without Tears". Durante su trabajo en 1986 Blood & Chocolate, Costello grabó una versión de esta canción, aunque no se utilizó para ese álbum. Más tarde aparecería en su álbum Kojak Variety, una colección de canciones de los años 50 y 60 años del género rock and roll.